# Юрти (Колпашевський район)
Ю́рти (рос. Юрты) — селище у складі Колпашевського району Томської області, Росія. Входить до складу Інкінського сільського поселення.

## Населення
Населення — 6 осіб (2010; 16 у 2002).
Національний склад (станом на 2002 рік):
- росіяни — 81 %